# Azijska košarkaška prvenstva
Azijska prvenstva u košarci za muške se održavaju, uz iznimke, svake druge godine od 1960. godine.

## Rezultati
| Godina | Domaćin                  | Zlato        | Srebro          | Bronca            |
| ------ | ------------------------ | ------------ | --------------- | ----------------- |
| 2009.  | Tianjin, Kina            | Iran         | NR Kina         | Jordan            |
| 2007.  | Tokushima, Japan         | Iran         | Libanon         | Južna Koreja      |
| 2005.  | Doha, Katar              | NR Kina      | Libanon         | Katar             |
| 2003.  | Harbin, Kina             | NR Kina      | Južna Koreja    | Katar             |
| 2001.  | Šangaj, Kina             | NR Kina      | Libanon         | Južna Koreja      |
| 1999.  | Fukuoka, Japan           | NR Kina      | Južna Koreja    | Saudijska Arabija |
| 1997.  | Rijad, Saudijska Arabija | Južna Koreja | Japan           | NR Kina           |
| 1995.  | Seoul, Južna Koreja      | NR Kina      | Južna Koreja    | Japan             |
| 1993.  | Jakarta, Indonezija      | NR Kina      | Sjeverna Koreja | Južna Koreja      |
| 1991.  | Kobe, Japan              | NR Kina      | Južna Koreja    | Japan             |
| 1989.  | Peking, Kina             | NR Kina      | Južna Koreja    | Tajland           |
| 1987.  | Bangkok, Tajland         | NR Kina      | Južna Koreja    | Japan             |
| 1986.  | Kuala Lumpur, Malezija   | Filipini     | Južna Koreja    | NR Kina           |
| 1983.  | Hong Kong, Hong Kong     | NR Kina      | Japan           | Južna Koreja      |
| 1981.  | Kalkuta, Indija          | NR Kina      | Južna Koreja    | Japan             |
| 1979.  | Nagoya, Japan            | NR Kina      | Japan           | Južna Koreja      |
| 1977.  | Kuala Lumpur, Malezija   | NR Kina      | Južna Koreja    | Japan             |
| 1975.  | Bangkok, Tajland         | NR Kina      | Japan           | Južna Koreja      |
| 1973.  | Manila, Filipini         | Filipini     | Južna Koreja    | Tajland           |
| 1971.  | Tokio, Japan             | Japan        | Filipini        | Južna Koreja      |
| 1969.  | Bangkok, Tajland         | Južna Koreja | Japan           | Filipini          |
| 1967.  | Seoul, Južna Koreja      | Filipini     | Južna Koreja    | Japan             |
| 1965.  | Kuala Lumpur, Malezija   | Japan        | Filipini        | Južna Koreja      |
| 1963.  | Taipei, Tajvan           | Filipini     | Tajland         | Južna Koreja      |
| 1960.  | Manila, Filipini         | Filipini     | Tajland         | Japan             |

## Odličja po državama
| Država            | Zlato | Srebro | Bronca | Ukupno |
| ----------------- | ----- | ------ | ------ | ------ |
| NR Kina           | 14    | 1      | 2      | 17     |
| Filipini          | 5     | 2      | 1      | 8      |
| Južna Koreja      | 2     | 11     | 9      | 22     |
| Japan             | 2     | 5      | 7      | 14     |
| Iran              | 2     | 0      | 0      | 2      |
| Libanon           | 0     | 3      | 0      | 3      |
| Republika Kina    | 0     | 2      | 2      | 4      |
| Sjeverna Koreja   | 0     | 1      | 0      | 1      |
| Katar             | 0     | 0      | 2      | 2      |
| Jordan            | 0     | 0      | 1      | 1      |
| Saudijska Arabija | 0     | 0      | 1      | 1      |
| Total             | 25    | 25     | 25     | 75     |

| Međunarodna košarka | Međunarodna košarka |
| --- | ------------------- |
| |                     |
| FIBA \| Olimpijske igre \| Svjetsko prvenstvo \| FIBA-ina ljestvica Afrika: FIBA Afrika – Afričko prvenstvo Amerika: FIBA Amerika – Američko prvenstvo Azija: FIBA Azija - Azijsko prvenstvo Europa: FIBA Europa – Europsko prvenstvo Oceanija: FIBA Oceanija – Oceanijsko prvenstvo |                     |

| Međunarodna košarka | Međunarodna košarka |
| --- | ------------------- |
| |                     |
| FIBA \| Olimpijske igre \| Svjetsko prvenstvo \| FIBA-ina ljestvica Afrika: FIBA Afrika – Afričko prvenstvo Amerika: FIBA Amerika – Američko prvenstvo Azija: FIBA Azija - Azijsko prvenstvo Europa: FIBA Europa – Europsko prvenstvo Oceanija: FIBA Oceanija – Oceanijsko prvenstvo |                     |